# Olle Johansson (skådespelare)
Olle Ingemar Johansson, född 17 juni 1934 i Katarina församling i Stockholm, död 22 juni 2018 i Norrköping, var en svensk skådespelare, teaterregissör och teaterchef.

## Biografi
Johansson började som barnskådespelare och debuterade som 13-åring med rollen Kalle i filmen Mästerdetektiven Blomkvist och fortsatte göra ett antal filmroller under främst 1940-1960-tal. Han studerade vid Gösta Terserus teaterskola, Klosters röstskola och senare mim för Étienne Decroux. Han var verksam bland annat vid Teatern i Gamla stan från början av 1950-talet och kom senare till Helsingborgs stadsteater, där han bland annat gjorde titelrollen i Henrik Ibsens Peer Gynt. 
1957–1998 arbetade han främst vid  Stadsteatern i Norrköping-Linköping, sedermera Östgötateatern, och spelade där bland annat titelrollerna i August Strindbergs Gustaf III, Hjalmar Bergmans Clownen Jac, Josef Stalin i Elitklassen och roller i flera musikaler, som till exempel Konferensieren i Cabaret. Han har också verkat som regissör av ett antal produktioner vid Östgötateatern och i Helsingborg, spelat titelrollen i Schubert på Kungliga Operan och rollen som George i musikalen La Cage Aux Folles på Oscarsteatern 1986–1987.
1995–1997 var Johansson tillförordnad teaterchef vid Östgötateatern.
Han var vid sin död  gift med Ingvar Henningsson.

## Priser och utmärkelser
- 1999 – Litteris et Artibus

## Filmografi
- 1947 – Mästerdetektiven Blomkvist
- 1950 – Bengtssons inför framtiden
- 1952 – Klasskamrater
- 1952 – För min heta ungdoms skull
- 1954 – En karl i köket
- 1955 – Så tuktas kärleken
- 1955 – Våld
- 1956 – Sista paret ut
- 1956 – Apropå...
- 1964 – Svenska bilder
- 1965 – Flygplan saknas
- 1991 – Agnes Cecilia – en sällsam historia

## Teater

### Roller
| År   | Roll                         | Produktion                                                                         | Regi                          | Teater                           |
| ---- | ---------------------------- | ---------------------------------------------------------------------------------- | ----------------------------- | -------------------------------- |
| 1953 |                              | Drottningens juvelsmycke Carl Jonas Love Almqvist                                  | Bengt Lagerkvist              | Teatern i Gamla stan             |
| 1953 | Andres                       | Woyzeck Georg Büchner                                                              | Bengt Lagerkvist              | Teatern i Gamla stan             |
| 1953 |                              | Macbeth William Shakespeare                                                        | Arne Forsberg                 | Teatern i Gamla stan             |
| 1957 |                              | Den kinesiska asken Finn Methling                                                  | Lars-Erik Liedholm            | Norrköping-Linköping stadsteater |
| 1957 |                              | Simones drömmar Bertolt Brecht och Hanns Eisler                                    | Kurt-Olof Sundström           | Norrköping-Linköping stadsteater |
| 1957 |                              | Lysistrate Aristofanes                                                             | Olof Thunberg                 | Norrköping-Linköping stadsteater |
| 1958 | Kandidaten                   | Don Quijote – Riddaren av den sorgliga skepnaden Wulf Leisner                      | Lars-Erik Liedholm            | Norrköping-Linköping stadsteater |
| 1958 |                              | Gäst i gryningen Alejandro Casona                                                  | Gösta Folke                   | Norrköping-Linköping stadsteater |
| 1958 | Robert                       | Oh, mein Papa! Erik Charell, Jürg Amstein och Paul Burkhard                        | Albert Gaubier John Zacharias | Norrköping-Linköping stadsteater |
| 1958 | Tony Hurford                 | Bättre sent än aldrig Felicity Douglas                                             | John Zacharias                | Norrköping-Linköping stadsteater |
| 1958 | Henrik Percy                 | Richard II William Shakespeare                                                     | Olof Widgren John Zacharias   | Norrköping-Linköping stadsteater |
| 1958 |                              | Clérambard Marcel Aymé                                                             | Gösta Folke                   | Norrköping-Linköping stadsteater |
| 1959 | Wilkinson Pernambucosångaren | Här dansar Charley’s tant George Abbot och Frank Loesser                           | Lars-Erik Liedholm            | Norrköping-Linköping stadsteater |
| 1959 | Jim                          | Spöket på Canterville Bernt Callenbo                                               | Bertil Norström               | Norrköping-Linköping stadsteater |
| 1959 | Tonuelo                      | Den vackra mjölnarfrun Alejandro Casona                                            | Sam Besekow                   | Norrköping-Linköping stadsteater |
| 1959 | Modeskaparen                 | Ung och grön Dorothy Reynolds och Julian Slade                                     | Ingrid Luterkort              | Norrköping-Linköping stadsteater |
| 1959 | Viktor Ekström               | Ett resande teatersällskap August Blanche                                          | Bertil Norström               | Norrköping-Linköping stadsteater |
| 1960 | Prinsessan Grace             | Gisslan Brendan Behan                                                              | Lars Barringer                | Norrköping-Linköping stadsteater |
| 1960 | Ambassadör Saint-Marsan      | Napoleons tvätterska Victorien Sardou och Émile Moreau                             | John Zacharias                | Norrköping-Linköping stadsteater |
| 1960 | Anutjkin                     | Giftermålet Nikolai Gogol                                                          | Sture Ericson                 | Norrköping-Linköping stadsteater |
| 1960 | Frédéric                     | Luftslott i Sverige Françoise Sagan                                                | John Zacharias                | Norrköping-Linköping stadsteater |
| 1960 | Jonatan                      | Folk och rövare i Kamomilla stad Thorbjørn Egner och Bjarne Amdahl                 | Bertil Norström               | Norrköping-Linköping stadsteater |
| 1961 | Klas Tott                    | Christina August Strindberg                                                        | John Zacharias                | Norrköping-Linköping stadsteater |
| 1961 | Zapo                         | Picknick på slagfältet Fernando Arrabal                                            | Sture Ericson                 | Norrköping-Linköping stadsteater |
| 1961 | Jonatan                      | Folk och rövare i Kamomilla stad Thorbjørn Egner och Bjarne Amdahl                 | Bertil Norström               | Norrköping-Linköping stadsteater |
| 1961 | Johan Markurell              | Markurells i Wadköping Hjalmar Bergman                                             | Rune Carlsten                 | Norrköping-Linköping stadsteater |
| 1962 | Fader Phelim                 | Hederligt folk Paul Vincent Carroll                                                | Bertil Norström               | Norrköping-Linköping stadsteater |
| 1962 | Baronens sekreterare         | Jeppe på berget Ludvig Holberg                                                     | John Zacharias                | Norrköping-Linköping stadsteater |
| 1962 |                              | Kungens paket Staffan Tjerneld och Alf Henrikson                                   | Öllegård Wellton              | Norrköping-Linköping stadsteater |
| 1962 | Förste ynglingen             | Min kära är en ros Bo Sköld                                                        | Sture Ericson                 | Norrköping-Linköping stadsteater |
| 1963 | Laertes                      | Hamlet William Shakespeare                                                         | Lars Barringer                | Norrköping-Linköping stadsteater |
| 1963 | Roger Fleuriot               | Min syster och jag Ralph Benatzky                                                  | Jackie Söderman               | Norrköping-Linköping stadsteater |
| 1963 | Budge Herman                 | I hemligaste laget Arthur Watkyn                                                   | Sture Ericson                 | Norrköping-Linköping stadsteater |
| 1963 | Han Fil. dekanus             | Ett drömspel August Strindberg                                                     | Olof Molander                 | Norrköping-Linköping stadsteater |
| 1964 |                              | Antigone Sofokles                                                                  | Olof Molander                 | Norrköping-Linköping stadsteater |
| 1964 | Marius                       | Marius Marcel Pagnol                                                               | Bertil Norström               | Norrköping-Linköping stadsteater |
| 1964 | Joseph                       | La Traviata Giuseppe Verdi och Francesco Maria Piave                               | Sture Ericson                 | Norrköping-Linköping stadsteater |
| 1964 | Matt                         | Fantasticks Tom Jones och Harvey Schmidt                                           | Lars Gerhard Norberg          | Norrköping-Linköping stadsteater |
| 1964 | Truffaldino                  | Två herrars tjänare Carlo Goldoni                                                  | Lars Gerhard Norberg          | Norrköping-Linköping stadsteater |
| 1964 | Sebastian                    | Trettondagsafton, eller Vad ni vill William Shakespeare                            | John Zacharias                | Norrköping-Linköping stadsteater |
| 1965 | Fredrik Vävars               | Tre vita skjortor Walentin Chorell                                                 | Bertil Norström               | Norrköping-Linköping stadsteater |
| 1965 | Tony Brockhurst              | Boy Friend Sandy Wilson                                                            | Lars Barringer                | Norrköping-Linköping stadsteater |
| 1965 |                              | Kejsarens nya kläder Per Edström och Carl-Axel Dominique                           | Ernst Günther                 | Norrköping-Linköping stadsteater |
| 1965 | Skådespelaren                | Huset Werner Aspenström                                                            | Sture Ericson                 | Norrköping-Linköping stadsteater |
| 1966 |                              | Människan — detta underliga djur Gabriel Arout                                     | Bertil Norström               | Norrköping-Linköping stadsteater |
| 1966 |                              | Ärkeänglar spelar inte falskt Dario Fo                                             | Lars Gerhard Norberg          | Norrköping-Linköping stadsteater |
| 1966 | Nicholas                     | Köket Arnold Wesker                                                                | Ernst Günther                 | Norrköping-Linköping stadsteater |
| 1967 | Baronen                      | Natthärbärget eller På botten Maksim Gorkij                                        | Lars Gerhard Norberg          | Norrköping-Linköping stadsteater |
| 1967 | Medverkande                  | Å vilken härlig fred! Hans Alfredson och Tage Danielsson                           | Bertil Norström               | Norrköping-Linköping stadsteater |
| 1967 | Licht                        | Den sönderslagna krukan Heinrich von Kleist                                        | Sture Ericson                 | Norrköping-Linköping stadsteater |
| 1967 |                              | Människan och hans hustru Inga Lindsjö                                             | Torsten Sjöholm               | Norrköping-Linköping stadsteater |
| 1967 | Ormen                        | Den första synden Aharon Megged                                                    | Abraham Asseo                 | Norrköping-Linköping stadsteater |
| 1968 | Perchik                      | Spelman på taket Joseph Stein, Jerry Bock och Sheldon Harnick                      | John Zacharias                | Norrköping-Linköping stadsteater |
| 1968 | Harlekin                     | I våras Bengt Ahlfors, Frej Lindqvist, Erna Tauro och Pentti Lasanen               | Bertil Norström               | Norrköping-Linköping stadsteater |
| 1968 | Lawrence Brown               | Skyddat bo Lanford Wilson                                                          | Hans Elfvin                   | Norrköping-Linköping stadsteater |
| 1968 |                              | Friställde Andersson Jan Myrdal                                                    |                               | Norrköping-Linköping stadsteater |
| 1968 | Hjalmar Andersson            | Hemmet Kent Andersson och Bengt Bratt                                              | Lars Gerhard Norberg          | Norrköping-Linköping stadsteater |
| 1969 | Konferencieren               | Cabaret John Kander, Fred Ebb och Joe Masteroff                                    | John Zacharias                | Norrköping-Linköping stadsteater |
| 1969 | Ciccio                       | Emigranten från Brisbane Georges Schehadé                                          | Bertil Norström               | Norrköping-Linköping stadsteater |
| 1969 | Carrasco                     | Mannen från La Mancha Dale Wasserman, Mitch Leigh och Joe Darion                   | Lans-Erik Liedholm            | Norrköping-Linköping stadsteater |
| 1970 | Leonardo                     | Blodsbröllop Federico García Lorca                                                 | Lars-Erik Liedholm            | Norrköping-Linköping stadsteater |
| 1970 | Nalle Puh                    | Nalle Puh Eric Olsoni                                                              | Riber Björkman                | Norrköping-Linköping stadsteater |
| 1970 |                              | Ä’ke det gudomligt Bertil Norström                                                 | Bertil Norström               | Norrköping-Linköping stadsteater |
| 1970 | Pappa                        | Prylar Ingrid Sjöstrand                                                            | Lars Gerhard Norberg          | Norrköping-Linköping stadsteater |
| 1970 | Teseus Oberon                | En midsommarnattsdröm William Shakespeare                                          | Torsten Sjöholm               | Norrköping-Linköping stadsteater |
| 1971 | Potemkin                     | Celebration Tom Jones och Harvey Schmidt                                           | John Zacharias                | Norrköping-Linköping stadsteater |
| 1971 | Henrik                       | Spanska flugan Franz Arnold och Ernst Bach                                         | Torsten Sjöholm               | Norrköping-Linköping stadsteater |
| 1971 | Chlestakov                   | Revisorn Nikolaj Gogol                                                             | Lars Gerhard Norberg          | Norrköping-Linköping stadsteater |
| 1972 |                              | Canterburysägner Martin Starkie, Nevill Coghill, Richard Hill och John Hawkins     | Torsten Sjöholm               | Norrköping-Linköping stadsteater |
| 1972 | Bernardo                     | West Side Story Arthur Laurents, Leonard Bernstein och Stephen Sondheim            | John Zacharias                | Norrköping-Linköping stadsteater |
| 1972 | Emil                         | Vägen till Kanaan Rudolf Värnlund                                                  | Lars Gerhard Norberg          | Norrköping-Linköping stadsteater |
| 1973 | von Lips                     | Slott och koja Karel Kraus, Zdeněk Mahler och Peter Rada                           | Bertil Norström               | Norrköping-Linköping stadsteater |
| 1973 | Gustav III                   | Gustav III August Strindberg                                                       | Mimi Pollak                   | Norrköping-Linköping stadsteater |
| 1973 | Attachén                     | Herr Puntila och hans dräng Matti Bertolt Brecht                                   | Jan Lewin                     | Norrköping-Linköping stadsteater |
| 1973 | William de Burgh Cokan       | Änklingars hus George Bernard Shaw                                                 | Johan Falck                   | Norrköping-Linköping stadsteater |
| 1974 | Greve Carl-Magnus Malcolm    | Sommarnattens leende Stephen Sondheim och Hugh Wheeler                             | Torsten Sjöholm               | Norrköping-Linköping stadsteater |
| 1975 | Biff                         | En handelsresandes död (Death of a Salesman) Arthur Miller                         | Claes Sylwander               | Helsingborgs stadsteater         |
| 1975 | Karl-Erik                    | Turarna, en färjepjäs Stellan Olsson och Jan Olsheden                              | Stellan Olsson                | Helsingborgs stadsteater         |
| 1975 | Advokaten                    | Ett drömspel August Strindberg                                                     | Lars Svenson                  | Helsingborgs stadsteater         |
| 1976 | Peer                         | Peer Gynt Henrik Ibsen                                                             | Claes Sylwander               | Helsingborgs stadsteater         |
| 1976 | René Bréac/Paris             | Pariserliv (La Vie parisienne) Jacques Offenbach, Henri Meilhac och Ludovic Halévy | Hans Polster                  | Helsingborgs stadsteater         |
| 1977 | Gustav Vasa                  | Mäster Olof August Strindberg                                                      | Lars Svenson                  | Helsingborgs stadsteater         |
| 1986 | Georges                      | La cage aux folles Jerry Herman och Harvey Fierstein                               | Mary Bettini                  | Oscarsteatern                    |

### Regi (ej komplett)
| År   | Produktion                          | Upphovsmän                                  | Teater                           |
| ---- | ----------------------------------- | ------------------------------------------- | -------------------------------- |
| 1974 | Ljusstaken Le Chandelier            | Alfred de Musset Översättning Edvard Alkman | Norrköping-Linköping stadsteater |
| 1975 | Åh, ljuva ungdomstid Ah, Wilderness | Eugene O'Neill Översättning Elsa af Trolle  | Helsingborgs stadsteater         |
| 1977 | Spanska flugan Die spanische Fliege | Franz Arnold och Ernst Bach                 | Helsingborgs stadsteater         |
| 1994 | Maria Stuart                        | Per Olov Enquist                            | Östgötateatern                   |

### Scenografi (ej komplett)
| År   | Produktion               | Upphovsmän                                  | Regi           | Teater                           |
| ---- | ------------------------ | ------------------------------------------- | -------------- | -------------------------------- |
| 1974 | Ljusstaken Le Chandelier | Alfred de Musset Översättning Edvard Alkman | Olle Johansson | Norrköping-Linköping stadsteater |

### Kostym (ej komplett)
| År   | Produktion                          | Upphovsmän                                 | Regi           | Teater                   |
| ---- | ----------------------------------- | ------------------------------------------ | -------------- | ------------------------ |
| 1975 | Åh, ljuva ungdomstid Ah, Wilderness | Eugene O'Neill Översättning Elsa af Trolle | Olle Johansson | Helsingborgs stadsteater |